# Dumre
Dumre (en népalais : दुम्रे) est un comité de développement villageois du Népal situé dans le district d'Udayapur. Au recensement de 2011, il comptait 2 357 habitants.